# Klein Köhren
Klein Köhren ist eine Ortschaft in der Gemeinde Beckeln, die zur Samtgemeinde Harpstedt im niedersächsischen Landkreis Oldenburg gehört. 
Der Ort liegt südlich des Kernortes Harpstedt und nordöstlich des Kernortes Beckeln. Am westlichen und nördlichen Ortsrand fließt die Delme, ein linker Nebenfluss der Ochtum.

## Sehenswürdigkeiten
- In der Liste der Baudenkmale in Beckeln sind für Klein Köhren neun Baudenkmale aufgeführt.
- In der Liste der Naturdenkmale in Harpstedt ist für Klein Köhren kein Naturdenkmal aufgeführt.

## Geschichte

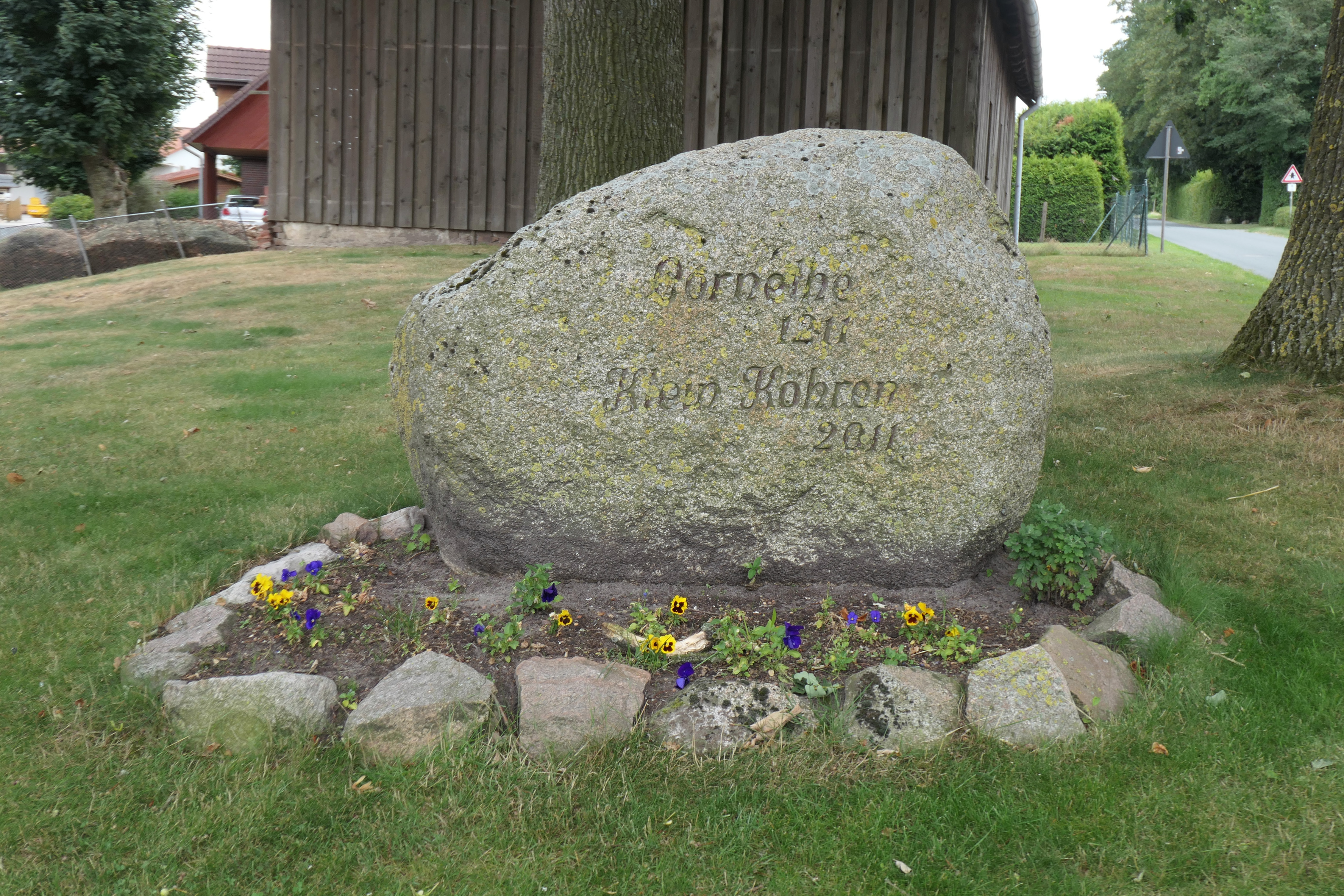
1211–2011: 800 Jahre Klein Köhren

Im Jahr 1211 wurde der Ort Klein Köhren erstmals als Cornethe erwähnt. Mit der Gebietsreform, die am 1. März 1974 in Kraft trat, wurde der Ort zusammen mit Groß Köhren in die Gemeinde Beckeln eingemeindet.